# Рукнеддин Сулейман-шах
Рукнеддин Сулейма́н-шах или Сулейма́н-шах II (тур. II. Süleyman Şah; араб. سليمان شاه‎; ум. 1204) — султан сельджукского Конийского султаната с 1196 по 1204 год, сын Кылыч-Арслана II.
Отец Сулеймана при своей жизни разделил территории государства между сыновьями, братом и племянником, Сулейман-шах получил Токат. В 1192 году после смерти Кылыч-Арслана II султаном Рума стал младший брат Сулейман-шаха Кейхюсрев I, но в 1196 году Сулейман-шах сверг его, и он отправился в изгнание.
За годы правления Сулейман-шах объединил разделённое отцом государство, покорив всех своих братьев и правителей бейликов Артукидов, Салтукидов, Менгюджекидов. Единственное поражение он потерпел в 1202 году в Басианском сражении от армии грузинской царицы Тамары. Это поражение не остановило расширение султаната. Вассалами сельджуков стали правитель Киликийской Армении Левон II и правивший в Самосате сын Салах ад-Дина Аль-Афдаль Али. К моменту смерти Сулейман-шаха в 1204 году территория Конийского султаната была больше, чем при его отце Кылыч-Арслане II.

### Арабские и персидские
У брата Рукнеддина Сулейман-шаха, мелика Малатьи Муиззеддина Кайзер-шаха, визирем был уроженец этого города по имени Мухаммад бен Гази аль-Малатьяви (ум. после 1202/03). В 1202/03 году он написал на персидском языке книгу «Мерзбан-наме Равзат аль-укул» и посвятил её Сулейман-шаху. В награду тот назначил аль-Малатьяви визирем султаната Рума и наставником Иззеддина Кейкавуса. Труд аль-Малатьяви представляет собой перевод дидактического труда X века, «Мерзбан-наме», написанного на табаристанском диалекте. В процессе перевода аль-Малатьяви дополнил текст историями, притчами и стихами.
Захиреддин Нишапури, живший в XII веке, написал историю сельджуков, «Сельджук-наме». Его текст был продолжен неким Абд аль-Хамидом Кирмани. Произведение было использовано родственником Нишапури, Мухаммедом бен Али Равенди (ум. после 1206/07). Мухаммед родился в Равенде (недалеко от Кашана), воспитывался дядей, мюдеррисом (преподаватель) медресе Хамадана и вместе с ним путешествовал по Ираку. В труде «Рахат ас-судур ве айет ас-сюрур» он описал события между 1160 и 1199 годами. Кроме «Сельджук-наме» Мухаммед использовал свидетельства очевидцев событий. Хотя длительное время считалось, что текст «Сельджук-наме» Нишапури не сохранился, он был обнаружен в сборнике хроник «Сливки истории», составленном Абу аль-Касымом Кашани.
Много сведений о жизни и правлении Сулейман-шаха содержится в «Полной истории (аль-Камиль)», написанном на арабском языке труде Ибн аль-Асира, который родился в Джезире Ибн Омер в 1160 году и проживал в Мосуле. Он служил регентом и членом совета в родном городе в период правления Зангидов и ездил в Дамаск, Алеппо и Иерусалим как посланник атабеков Мосула.
Абу Шама аль-Макдиси (1203—1268) родился в Дамаске, провёл в этом городе большую часть своей жизни и написал «Книгу двух садов в известиях двух династий» — историю с 1201 года правления Нуреддина Махмуда и Салах ад-Дина. В «Книге» есть информация о борьбе за трон в султанате Рума и об отношениях Сельджукидов и Айюбидов.
Насируддин Хусейн бен Мухаммад (Ибн Биби) (ум. после 1285) создал хронику на персидском языке «Аль-Авамир аль-алаийя фи-ль-умур аль-алаийя», начинающуюся с назначения наследником брата Сулейман-шаха II, Кейхюсрева I, и доходящую до 1281 года. Семья Ибн Биби служила сначала хорезмшаху Джелаледдину, а между 1231—1233 годами (в правление Кейкубада I) Биби Хатун с мужем приехали в Конью, где поступили на службу Сельджукам. Во время правления Кейхюсрева III в 1272 году отец Ибн Биби умер и хронист вместо него стал главой дивана. Хотя Ибн Биби не упоминает некоторые события (например, поход Кейхюсрева I против армян в 1208/09 годах), по словам турецкого медиевиста С. Кайи, «Аль-Авамир» — «самый подробный и важный из источников» по истории султаната Рума, по мнению В. Гордлевского, «Аль-Авамир» «имеет первостепенное значение для истории султаната Рума», так же, как и «Сельджук-наме» Языджиоглу Али (XV век). «Сельджук-наме» написан на османском языке для османского султана Мурада II и является переработкой трудов Ибн Биби и Равенди.
Ибн Васил (1207—1298), автор труда «Рассеиватель тревог, касающихся истории Айюбидов», родился в Хаме, был кади и мюдеррисом в Каире во время правления аль-Салиха. В 1261 году Бейбарс отправил его послом к королю Сицилии Манфреду. По возвращении Ибн Васил стал проживать в родном городе, где и умер в 1298 году. В его труд, написанный в 1262/63 году, вошли сведения о смерти Сулейман-шаха II и об отношениях Сельджуков и Айюбидов.
Абу-ль-Фида (1273—1331) родился в Дамаске в 1273 году и был внуком Такийюддина Омера, племянника Салах ад-Дина. С двенадцати лет он участвовал в битвах против крестоносцев, Армянского Киликийского королевства и монголов. В 1312 году он стал правителем Хамы с лакабом аль-мелик ас-Салих. «Краткая история рода человеческого» Абу-ль-Фиды дополняет сведения других источников и используется для уточнения дат. Ибн аль-Варди (1290—1349) был кади в Алеппо и Манбидже. Его «История» представляет собой сжатое изложение «Истории» Абу-ль-Фиды. Шихабуддин ан-Нувайри (1279—1332) родился в городке Нувайра (Верхний Египет). Он стал главой дивана, но в 1312 году оставил административную работу. В 1314 году он начал писать 31-томный труд, который завершил в 1331 году и посвятил мамлюкскому султану Калавуну. Кроме первых 11 томов, в которых повторяются сведения из других источников, остальные оригинальны.
Аксарайи (ум. 1332/33) 47 лет провёл на службе Хулагуидам. В 1323 году он завершил и посвятил Тимурташу, сыну Чобана, исторический труд «Мусамерет аль-ахбар ве мусайерет аль-ахьяр» (О. Туран перевёл его на турецкий с названием «История турецких сельджуков во времена монголов»). Труд Аксарайи содержит краткую, но важную информацию о правлении Сулейман-шаха II, автор описывает государственное устройство сельджуков.
«Анонимный Сельджук-наме» на персидском языке описывает историю Сельджукского государства до 1363 года (переведено на турецкий под названием «История анатолийского государства сельджуков»). Этот труд является важным источником по анатолийским сельджукам, особенно в части борьбы за трон между Кейхюсревом I и Сулейман-шахом II.
Ибн аль-Фурат (1335—1405) родился в Каире и написал «Историю Ибн аль-Фурата». Его труд полезен для изучения отношений Сельджуков и Айюбидов. Небольшое число полезных фактов для описания правления Сулейман-шаха II можно найти в трудах некоторых других хронистов: «Зеркало времени в истории знаменитостей» Сибта ибн аль-Джаузи , «Сливки, снятые с истории Халеба» Ибн аль-Адима(1192—1262), «Избранная история» Хамдаллаха Казвини (ум.1350), общая история Ибн Кесира(1301—1373), «Заря для подслеповатого в искусстве писания» Аль-Калкашанди (1335—1418), «Историю человечества в разные эпохи» Бедреддина аль-Айни (1361—1451), «Сад чистоты относительно жизни пророков, царей и халифов» Мирхонда (ум. 1498).

### Византийские
Иоанн Киннам (ум. после 1185), секретарь Мануила I Комнина (1143—1180), написал свою «Историю» вскоре после смерти Мануила. В «Истории» в хронологическом порядке изложены события между 1118 и 1176 годами. В труде Киннама содержатся сведения об отношениях анатолийских сельджуков с византийцами. Наиболее полезным из византийских источников является «История» Никиты Хониата (ум. 1213), который занимал высокие должности при дворе. После 1204 года он бежал в Никею и играл важную роль при дворе Феодора I Ласкариса. «История» Хониата содержит информацию о событиях Третьего крестового похода, о борьбе за трон в султанате Рума и об отношениях анатолийских сельджуков с Византией. Георгий Акрополит (1217—1282) был другом и учителем Феодора II Ласкариса (1254—1258). Его «История» повествует о событиях между 1203 и 1261 годами и является продолжением «Истории» Никиты Хониата. Георгий Акрополит подробно описал события, свидетелем которых был. По мнению византиниста К. Крумбахера, Георгий Акрополит беспристрастен и убедителен. Ценными являются его сведения об отношениях анатолийских сельджуков с византийцами.

### Армянские
«Летопись» Смбата Спарапета (1208—1275) описывает события с 951 по 1271 год. До 1152 года изложение основано на хронике Матвея Эдесского, но с 1152 года текст оригинальный. «Летопись» даёт картину отношений анатолийских сельджуков и правителей Киликийской Армении. Канцлер Левона II Ваграм Рабуни по приказу короля написал «Стихотворную историю Рубинянов», где довёл повествование до нападения Абаки-хана на Анатолию. «История Рубинянов» содержит информацию о политических отношениях и войнах между сельджуками и армянами.

### Сирийские
«Хронография» патриарха Сирийской православной церкви Михаила Сирийца (ум. 1200) описывает события от сотворения мира до 1195 года. Автор использовал сирийские и арабские источники для рассказа о событиях, которые были до его жизни, и подробно описывал тот период, в котором он жил. В «Хронографии» много данных о борьбе в султанате Рума за трон и о сельджукско-армянских отношениях. По словам В. Гордлевского, «Хронография» «представляет большое значение, автор, очевидно, хорошо знал, что происходило в Малой Азии». «Хронография» мафриана яковитской церкви Бар-Эбрея (1226—1285) частично опирается на труд Михаила Сирийца, но содержит много оригинальной информации о событиях, которым автор был свидетелем. В «Хронографии» описано завоевание Эрзинджана Сулейман-шахом II, захват Константинополя армиями Четвёртого крестового похода, просьбы византийского императора о помощи у Сулейман-шаха II и Кейхюсрева I.

### Другие
«Картлис Цховреба» (Жизнь Картли) даёт дополнительную информацию об отношениях сельджуков и Грузии в период правления Сулейман-шаха II. По словам В. Гордлевского, для этого периода «там может быть почерпнут полезный материал». Надписи на сооружениях в Никсаре, Конье, Кайсери и других городах дают дополнительную информацию о событиях в регионе. Отчеканенные в Конье, Кайсери, Сивасе, Аксарае и Малатье фельсы, дирхамы и динары периодов правления Кейхюсрева I и Сулейман-шаха II используются для уточнения дат.

## Биография

### При жизни отца
Сулейман-шах был сыном сельджукского султана Рума Кылыч-Арслана II. Дата рождения Сулейман-шаха неизвестна. Имя ему дали в честь прадеда Кылыч-Арслана — основателя турецкого сельджукского государства. Хронисты приводили различные данные о количестве сыновей султана Рума Кылыч-Арслана II — от 8 до 12. Ибн Биби, Аксарайи и Мюнеджимбаши называли Сулейман-шаха старшим сыном Кылыч Арслана II, но Михаил Сириец, Ибн аль-Асир, Абу-ль-Фида, Ибн Варди и Дженаби считали старшим сыном Кутбеддина Меликшаха. Кылыч-Арслан дал Сулейман-шаху, как и другим сыновьям, хорошее образование.
Первое упоминание Рукнеддина в источниках относится к последним годам правления Кылыч-Арслана. По словам Ибн-Биби, незадолго до смерти Кылыч-Арслан II разделил территорию султаната на 11 частей. Михаил Сириец датировал раздел 1189 годом. Сулейману при этом достался город Токат и побережье Чёрного моря между долинами рек Кызылырмак и Ешильырмак. Старший сын Кылыч-Арслана, Кутбеддин Мелик-шах, получил Сивас и Аксарай, Тугрул-шах — Эльбистан, Баркиярук — Никсар и Коюльхисар, Махмуд Султан-шах — Кайсери, Кайсер-шах — Малатью, Арслан-шах — Нигде, Месуд-шах — Анкару, младший сын Кейхюсрев — Улуборлу и Кютахью. Эрегли Кылыч-Арслан II отдал брату Санджар-шаху, а Амасью — племяннику Аргун-шаху.
Через некоторое время сыновья Кылыч-Арслана начали борьбу за трон. По словам Ибн Биби, когда братья пришли к Сулейман-шаху и пытались вовлечь в борьбу против Кейхюсрева, он ответил, что их отец ещё жив. Согласно Ибн-Биби, в 1186 году Мелик-шах выступил против отца, и их армии встретились у Кайсери. Однако воины Мелик-шаха не захотели сражаться с Кылыч-Арсланом, и столкновения не произошло. Сулейман-шах в это время расширил свою территорию до побережья Чёрного моря. При жизни отца он захватывал только византийские территории и не тронул расположенные рядом с Токатом Никсар и Койлухисар, избегая конфликтов с братьями, в то время как они боролись друг с другом.
После завоевания в 1187 году Салах ад-Дином Иерусалима римский папа объявил новый крестовый поход. В марте 1190 года император Священной Римской империи Фридрих I Барбаросса переправился из Галлиполи в Анатолию и у Улуборлу пересёк границу сельджукского султаната. Кейхюсрев вместе с братьями Мелик-шахом и Месудом вступил в борьбу с Барбороссой. Однако Кылыч-Арслан предпочёл не давать сражения, а совершать на армию крестоносцев набеги небольшими отрядами. 17 мая 1190 года Мелик-шах с братьями потерпели поражение. Фридрих Барбаросса вошёл в покинутую Кылыч-Арсланом Конью. Позже он заключил с Кылыч-Арсланом договор, и армия крестоносцев отправилась в Силифке.
В 1190 году после ухода крестоносцев Мелик-шах захватил отца и заставил его объявить себя наследным принцем. Началась борьба сыновей Кылыч-Арслана за трон. В начале Сулейман-шах не боролся за трон. Примерно в это время, согласно Ибн Биби, началась вражда между Рукнеддином Сулейман-шахом и Кутбеддином Мелик-шахом. Однако, по словам О. Турана, кроме слов Ибн Биби о вражде других свидетельств конфликта братьев в этот период источники не упоминали, и, возможно, никакого реального конфликта в тот момент не было.
Кылыч-Арслан бежал к младшему сыну Кейхюсреву в Улуборлу и объявил его наследником. При поддержке византийцев Кылыч-Арслан захватил Конью и взошёл на престол, а Мелик-шах занял Аксарай. Султан осадил его вместе с Кейхюсревом, но 26 августа 1192 года во время осады заболел и вскоре умер. Его тело было перевезено в Конью и захоронено у мечети, построенной его отцом Месудом I.

### Борьба за трон
У Мелик-шаха был конфликт с визирем Кылыч-Арслана, Ихтияруддином Хасаном. Последний был смещён с поста и стал служить визирем у Нуреддина Султан-шаха, мелика Кайсери. После смерти Кылыч-Арслана Мелик-шах захватил Кайсери и обманом убил и Султан-шаха, и Ихтияруддина Хасана. Правивший в расположенной недалеко от Кайсери Малатье, Кайсер-шах испугался и обратился к Айюбидам. Он женился на племяннице Салах ад-Дина и заручился его поддержкой против Мелик-шаха.
Сулейман-шах опасался Мелик-шаха, и, согласно Ибн Биби, ненавидел его. Однако в 1195/96 году Мелик-шах заболел и умер, их отношения не успели перерасти в войну. Сулейман-шах хотел захватить его земли, но на них претендовал и правивший в Анкаре их брат Месуд. «Будучи более даровит от природы и более опытен в военном деле», Сулейман-шах победил Месуда и подчинил Сивас, Кайсери и Аксарай, оставив брату лишь выделенный тому отцом удел. По мнению О. Турана, он решил не тратить сил на Анкару и сосредоточиться на Конье. Пятеро из оставшихся в живых братьев поддержали его в обмен на его обещение сохранить их уделы. Единственным, ещё противостоявшим ему, был Кейхюсрев, в распоряжении которого было войска Улуборлу и Коньи.
Согласно «Анонимному Сельджук-наме», Сулейман-шах сначала не имел амбиций в отношении Коньи. Но Никита Хониат писал, что Сулейман-шах «воспылал неукротимою злобой против Кайхозроя, давно уже питая страсть овладеть Икониею, как отцовским престолом, и вообще ненавидя его, как христианина по матери». Видимо, опасаясь брата, Кейхюсрев заключил перемирие с византийским императором. «Анонимный Сельджук-наме» содержит обвинение Кейхюсрева в смерти Кылыч-Арслана: якобы некоторые из эмиров, служивших Кейхюсреву, сбежали от него к Сулейман-шаху и сообщили, что Кейхюсрев с несколькими сообщниками отравил Кылыч-Арслана, а затем убил и сообщников. Кроме того, Кейхюсрев якобы скрывал смерть отца 4 месяца. О том, что такие слухи пустил Сулейман-шах, писал Никита Хониат. О. Туран и С. Кайи также полагали, что эти клеветнические слухи были пущены Рукнеддином, чтобы оправдать нападение на брата, объявленного отцом наследником, поскольку у законного наследника старого отца не было оснований совершать убийство. Другой слух — о матери-христианке Кейхюсрева — тоже был пущен в пропагандистских целях. Сулейман-шах использовал его лишь как повод.
Армия Сулейман-шаха, в которую входили войска как минимум пяти меликов, осадила Конью, которую защищала армия Кейхюсрева из 60 тысяч солдат. Ибн Биби сообщал, что осада длилась 4 месяца, Аксарайи — один месяц. Согласно «Анонимному Сельджук-наме», Сулейман-шах прибыл к Конье в день праздника Рамадан (28 августа 1196 года) и осада усилилась 2 октября. Длительная осада привела к голоду в городе. Жители связались с Рукнеддином и пообещали ему 500 000 дирхамов серебра, 300 атласных тканей, 200 одежд с золотым шитьём, 3000 отрезов сукна, если он снимет осаду. Ещё 10 000 локтей льна, 300 голов лошадей, 10 000 овец и 300 верблюдов должны были быть отправлены тремя партиями. Поскольку Сулейман-шах отказал в снятии осады и требовал признать себя султаном, то жители попросили ахиднаме (грамоту) с обещанием, что Кейхюсрев с семьёй может сохранить свободу и казну и покинуть Конью. Знатные жители Коньи сообщили Кейхюсреву, что из-за затянувшейся осады народ голодает. Изложив согласованное решение, они сказали султану: «Если вы не согласны, мы готовы защищаться, жертвуя всем ради вас». Однако тот ответил, что был свидетелем их преданности и не хочет большего. Сулейман-шах дал брату ахиднаме с клятвой и одарил знать Коньи. Несмотря на соглашение, гарантировавшее неприкосновенность семьи свергнутого султана, Кейхюсрев не чувствовал себя в безопасности и немедленно ночью покинул столицу, оставив сыновей. На следующий день победитель вошёл в город и был возведён на престол. Когда ему сообщили, что на свергнутого Кейхюсрева I по пути в Константинополь в одной деревне было совершено нападение, он приказал поймать и казнить преступников, а деревню сжечь. Из-за этого долгое время селение называлось «Сожжённый Ладик» (Lâdik-i suhte). Также Сулейман приказал, чтобы к свергнутому султану относились уважительно. Позже он отпустил сыновей Кейхюсрева Кейкавуса и Кейкубада с дарами и их атабеками к отцу.
Хотя источники не указывают год воцарения Сулейман-шаха, но по отчеканенным в Конье монетам (в 592 году Хиджры от имени Кейхюсрева и в 593 от имени Сулейман-шаха) определено, что это произошло в 1196 году. «Анонимный Сельджук-наме» сообщал, что новый султан вошёл в Конью во вторник 7 Зулькада, что в указанном году соответствует 3 октября.

### Правление
О джюлюсе Сулейман-шаха были разосланы сообщения в провинции, соседним правителям и аббасидскому халифу. Халиф Лидиниллах признал его султаном. В начале правления Рукнеддин захватил Никсар у своего брата Баркиярука и Амасью у Арслан-шаха. Правивший в Эльбистане Тугрул-шах в ноябре — декабре 1197 года сам заявил о подчинении. Тем самым Сулейман-шах объединил все сельджукские земли в Анатолии, кроме Анкары, где правил Месуд, и Малатьи, где правил Кайсер-шах.

#### Конфликты с Византией
Византийский император Алексей III Ангел и киликийский правитель Левон II воспользовались междоусобицей сельджуков Рума. Византийский флот под командованием Константина Франгопула захватывал грузовые суда в Чёрном море. Сулейман-шах через посла потребовал от императора освободить захваченных пленников и их имущество и предложил заключить договор. Византийский император, помня о землях, которые он потерял вокруг реки Мендерес в результате прошлого конфликта с Кейхюсревом, согласился уплатить стоимость захваченных товаров, помимо ежегодного налога. Император заявил, что не имеет никакого отношения к этому инциденту, во всем виноват Франгопул.
По сообщению Никиты Хониата, Алексей III был недоволен заключённым с сельджуками договором и подослал к султану убийцу, некоего Хасисия. Тот был пойман, мирный договор был снова нарушен. Сулейман-шах совершил набег на приграничные византийские территории и оказал военную помощь «незаконнорождённому сыну севастократора Иоанна Михаилу», восставшему против Алексея III в Миласе. С. Врионис датировал эти события 1201 годом.

#### Конфликты с Киликийской Арменией
Воспользовавшись тем, что Сулейман-шах решал внутренние проблемы султаната, Левон II напал на территории сельджуков и захватил Эрегли и Кайсери. Согласно Смбату Спарапету, Левон «вёл войну против сыновей Кылыч Арслана, которые были властителями Рума. Левон овладел их крепостями и, захватывая в плен, опустошал страну». Аналогичную информацию сообщали Ваграм Рабуни и Михаил Сириец. Такое положение на южных границах султаната было опасным. В 1199 году Сулейман-шах организовал поход против Левона, вернул Эрегли и захватил Киликию до Аданы. Союзником Сулейман-шаха был соперник Левона, правитель Ламброна, Ошин. По словам С. Каии, исламские и византийские источники, в отличие от сирийских и армянских, не сообщали об экспедиции Сулейман-шаха в Киликию. В письме папе от 1201 года Левон писал правители Антиохии и Триполи заключили союз с Роконодином [Рукнеддином Сулейман-шахом].
Согласно Ибн-Биби, с конца XII века правители Киликийской Армении подчинились сельджукским султанам. О. Туран и А. Севим поддержали эту точку зрения, А. Закиров полагал, что подчинение Левона сельджукам «представляется сомнительным». О. Туран утверждал, что отчеканенные от имени султана Кейхюсрева в Киликии монеты (частично на армянском языке) подтверждают признание армянскими правителями своей зависимости от сельджуков, однако нумизмат Незихи Айкут заявил, что первые монеты от имени сельджукских султанов были отчеканены в Киликии позднее, при Хетуме I (1226—1270) от имени Кейкубада I.

#### Объединение сельджукских территорий
Закончив с внешними врагами, Сулейман-шах в 1201 году выступил против правившего в Малатье Кайсер-шаха, который ранее заключил брачный союз с Айюбидами, женившись на дочери правителя Эдессы Абу-Бакра, брата Салах ад-Дина. 19 рамадана 597 года Хиджры (23 июня 1201, 1200) Рукнеддин осадил город и захватил его, расширив свои земли до Евфрата. Кайсер-шах укрылся у своего тестя. Территория султаната Рума достигла размеров, которые были при Кылыч Арслане II. Только Анкара, где правил мелик Мухиддин Месуд, и которую было трудно захватить из-за мощной крепости, осталась независима.
Правитель Менгюджекидов Эрзинджана Бахрам-шах, женатый на дочери Кылыч-Арслана, и правитель Менгуджекидов Дивриги также признавали господство Сулеймана-шаха. В 1203 году умер артукидский правитель Харпута Абу Бакр, и его сын Ибрагим решил заручиться поддержкой сельджукского султана, чтобы защитить свои земли от Артукида Хисн-Кейфы Насыруддина Махмуда.

#### Грузинская кампания
Ибн-Биби записал легенду, согласно которой в юности Сулейман-шах был известен красотой. Царица Тамара, которая была якобы падка на мужчин, послала в Анатолию наккаша (художника), которому заказала привезти ей портреты сельджукских принцев. Ей понравился Сулейман-шах, она влюбилась в него и отправила Кылыч-Арслану II письмо с предложением стать женой Рукнеддина, обещав принести Грузию как приданое. Кылыч Арслан вызвал Сулейман-шаха и объяснил ему ситуацию. Сулейман рассердился и заявил, что Тамара — неверная женщина, даже в христианскую церковь ей нельзя из-за её похотливости и мирских увлечений. После этого Сулейман-шах стал ненавидеть Тамару. По мнению С. Кайи, рассказ Ибн Биби вызывает подозрения, поскольку странно испытывать ненависть к тому, кто сделал предложение. Естественнее было бы, если бы ненавидеть стала Тамара Сулейман-шаха, потому что её отвергли. Грузинская версия событий иная. Согласно хроникам «История и восхваление венценосцев» и «Жизнь царицы цариц Тамар», уже после начала похода Нукратин/Нукартин написал Тамаре письмо, в котором требовал подчиниться, и заявил, что женится на ней, если она сдастся без боя и примет ислам. Доставивший письмо посланник добавил: «если царица ваша оставит веру свою, султан возьмёт её в жены, если же не оставит, будет наложницею султана!» Его отправили обратно с резким ответом.
Согласно грузинским источникам, царица Тамар (1184—1211) отправила войско, которое захватило в Восточной Анатолии земли до Эрзурума. Их войско внезапно подошло к городу и захватило в плен женщин и детей. Несмотря на то, что Салтукидский правитель Эрзурума два дня ожесточённо сражался и сумел дать отпор, город не был в безопасности. После этого нападения грузины двинулись на Карс, заставив мусульманское население бежать. Карс контролировал дорогу в Грузию с юго-запада и имел большое военное значение. Управление им Тамара передала полководцу Иване Мхаргрдзели. Потеря Карса и опасное положение Эрзурума вынудили Сулейман-шаха предпринять экспедиции к Эрзуруму и в Грузию. Султан отправился в Эрзинджан и Сивас, где, согласно грузинскому источнику, начал приготовления. Он отправил сообщение своим братьям и подвластным правителям с просьбой о военной помощи и его поддержали его брат Тугрул-шах, правивший в Эльбистане, и Бахрам-шах из Эрзинджана. По словам Ибн-Биби, правитель Эрзурума Салтукид Алаэддин Мелик-шах не обратил внимания на приглашение султана присоединиться к походу и «действовал неправильно». Султан двинулся к Эрзуруму и 25 мая 1202 года заключил Мелик-шаха в тюрьму (Шараф-хан Бидлиси писал, что Мелик-шах был казнён). Тем самым бейлик Салтукидов прекратил существование, его территории были присоединены к сельджукскому анатолийскому государству, а Эрзурум султан отдал Тугрул-шаху вместо Эльбистана. Сразу после этого султан отправился в поход на Грузию.
Помимо Тугрул-шаха и Бахрам-шаха Сулейман-шаха сопровождали Артукиды. Автор хроники «История и восхваление венценосцев» писал, что покорив Эрзурум, Сулейман-шах отправился в Сивас для подготовки к походу, а затем отправился в Эрзурум. Но, по мнению С. Кайи, немыслимо, чтобы Сулейман-шах отправился для подготовки из Эрзурума в Сивас, а затем вернулся, чтобы сражаться. С. Кайа утверждает, что грузинский источник ошибался. Отчёт Ибн Биби, более точен. Автор хроники «История и восхваление венценосцев» писал, что Нукратин (Рукнеддин Сулейман-шах) «призвал всё множество своего войска, причём собралось 40 раз 10 000, то есть 400 000 человек». По словам Броссе и О. Турана, грузинский автор преувеличивал. Аксарайи (ум. 1332/33) писал, что в сельджукской армии было 20 000 человек.
Ибн Биби не уточнял место битвы, Джаффари указал, что битва была на поле у замка, Мюнеджимбаши сообщал, что битва состоялась у замка Мицингерд, Якут аль-Хамави местом битвы называл равнину Авник. Грузинская армия выступила к Басиани (Пасинлер). По описанию О. Турана, её командовал Закаре, Басили называл командующим Давида Сослана. В армии находились военачальники Шалва и Иване Ахалцихели. Согласно О. Турану, армия сельджуков расположилась лагерем на равнине Пасинлер вокруг замка Мицингерд к востоку от Эрзурума (между Эрзурумом и Карсом, в регионе, называвшемся Басиани). Мюнеджимбаши датировал битву 1202 годом, Джаффари — началом месяца зулькада 598 года Хиджры (июль 1202 года).
Когда грузинская армия подошла к Пасинлеру, они обнаружили, что армия султана Сулейман-шаха расположилась на возвышенности. Тамара приказала выбрать подходящее для битвы место, Закария составил план битвы и грузины отправились в церковь вместе с царицей, где молились в течение дня. Согласно Аксарайи, грузины напали из засады на сельджукскую армию, когда она отдыхала в лагере. Застигнутые врасплох внезапным набегом, они отступили на более удобную для обороны позицию и оставили лагерь и обоз. В начале битвы перевес был на стороне сельджуков.
С. Кайя со ссылкой на М. Броссе, утверждал, что, согласно грузинскому источнику, грузины намеревались бежать, и Тамара осталась одна, её окружали и защищали лишь несколько солдат. При этом автор «Жизни царицы цариц Тамар» Басили Эзосмодзгвари и автор «Истории и восхваления венценосцев» не упоминали об участии Тамары в битве или о какой-либо грозившей ей опасности.
Согласно Ибн Биби и Джаффари, Сулейман-шах проиграл из-за случайности — нога лошади всадника (четрдара), который нёс зонт-балдахин султана (çetr, один из символов власти у тюрок), попала в углубление, она споткнулась и четрдар выронил четр из рук. Увидев падающий на землю зонт, сельджуки «наполнились небесным страхом», хотя вскоре зонт был поднят, и командиры криком собирали воинов. Хотя сам султан призывал военачальников, беспорядок в сельджукском войске нарастал. Передовой отряд вступил в бой, но бо́льшая часть сельджукской армии была дезориентирована. Атаки грузин усилились, один из сельджукских флангов бежал, второй был частично перебит, частично пленён. Среди пленных был и Бахрам-шах. Поняв, что сражение проиграно, Сулейман-шах бежал в Эрзурум вместе с Тугрул-шахом и другими эмирами. Грузины захватили лагерь и обоз, в их руки попали припасы, золотая и серебряная посуда, драгоценности, жемчуг, ткани, палатки, ковры, лошади, верблюды и мулы. Басили Эзосмодзгвари так описал происходившее: «выстроили грузины отряд и затем, немного поторопив коней, направились на неприятеля. А когда увидели турки, что наши устрашающе надвигались, бросили свой лагерь и кинулись в укрепления, потому что бог навёл на них великий ужас. А христиане, когда увидели перед собою бегущих, кинулись на них и не дали бежать, а окружили их». Брат Сулейман-шаха Тугрул-шах после побега в Эрзурум вернулся в Конью.
Арабские источники не писали об этой экспедиции, что, по словам О. Турана, непонятно. Аксарайи и Мирхонд полагали, что султан потерпел поражение из-за своей неосторожности и гордыни.

#### Последние годы
Поражение в Басиани не повлияло на положение сельджуков в Восточной Анатолии. Тугрул-шах остался правителем Эрзурума. Когда в 1202 году Айюбид аль-Мелик аль-Адиль (брат Салах ад-Дина) осадил Мардин, артукидский правитель города Артук-Арслан попросил Сулейман-шаха о помощи и согласился подчиниться ему. Артукид Хисн-Кайфы Сукман II также признал себя вассалом сельджуков. Старший сын Салах ад-Дина, Аль-Афдаль Али, правивший в Самосате, в 1202/03 году просил у султана помощи и защиты от своего дяди Абу-Бакра и стал подданным сельджуков. Имя Сулейман-шаха в Самосате читали в хутбе, а в 1203/04 году Аль-Афдаль отчеканил монеты от имени сельджукского султана (Бар-Эбрей и Ибн Василь датировали это 1202/03 годом, но Ибн аль-Асир, Ибн аль-Адим, Абуль-Фида, Ибн аль-Фурат, Бар-Эбрей — 1203/04). Силу и влияние Сулейман-шаха демонстрирует то, что Артукидский правитель Мардина в 1202 году хотел заключить союз с Сулейман-шахом против Айюбидов.
Сулейман-шах до Басиани не знал поражений и стремился отомстить грузинам, но ему не удалось подготовиться и отправиться в поход тем же летом. Это было связано с правившим в Анкаре Месуд-шахом. Он был единственным из сыновей Кылыч Арслана и других правителей сельджукских территорий, пока ещё не подчинившимся султану. Месуд-шах захватил территории до Сафранболу, и бо́льшая часть регионов Анкары, Чанкыры, Кастамону, Болу и Эскишехира находилась под его властью. Он был силой, которой нельзя было пренебрегать. Султан отложил экспедицию в Грузию и направился на Анкару. 1 июля 1204 года после длительной осады, когда продовольствие и боеприпасы закончились, Месуд-шах вступил в переговоры со своим братом и по достигнутому соглашению отдавал ему все свои земли. Взамен Сулейман-шах пообещал выделить брату замок для проживания с семьёй. Однако султан отправил отряд, который убил Месуда с его двумя сыновьями по дороге к месту проживания.
Ибн Биби не упоминал о походе Сулейман-шаха на Анкару, Ибн аль-Асир утверждал, что война началась потому, что Месуд был врагом Сулейман-шаха. Согласно Мирхонду, Аксарайи и Бар-Эбрею, Анкара была хорошо укреплённым городом и осада длилась долго. Ибн аль-Асир, Нувайри, Дженаби, Мюнеджимбаши сообщали, что осада длилась Анкару в течение трёх лет. При этом Туран и Кайи отмечают, что другие братья Сулейман-шаха — Баркиярук, Аргун-шах и Тугрул-шах не пострадали, лишь последнего Сулейман-шах переместил из Эльбистана в Эрзурум.
Хамдаллах Казвини писал о смерти султана в 603 г. Х., а Бар-Эбрей — в 601 г. Х., но «Анонимный Сельджук-наме», Джаффари и Нувайри датой смерти Сулейман-шаха указывали 6 Зилкада 600 года Хиджры (6 июля 1204), что подтверждается надписью на захоронении. Если дата смерти султана, по словам С. Кайи, «не вызывает сомнений», то о месте смерти и причинах существуют разногласия.
По словам Ибн-Биби, после возвращения в Конью из грузинской экспедиции он заболел от печали и в горячке умер. Ибн Касир, Ибн Васил и Джаффари утверждали, что султан умер где-то между Малатьей и Коньей от лихорадки.
Нувайри утверждал, что Сулейман-шах был наказан Аллахом за нарушение обещания и обманное убийство Месуда и умер от болезни кишечника. Ибн аль-Варди так же, как и Нувайри, связывал болезнь, вызвавшую смерть султана с жестокостью, проявленной им по отношению к Месуду.
Согласно историкам А. Севиму, Т. Райс и О. Турану, он умер в походе в Грузию между Малатьей и Коньей. О. Туран добавлял, что причиной смерти стала тяжёлая кишечная болезнь. По словам С. Каий, мнение о смерти султана по пути во второй грузинский поход ошибочно, поскольку в источниках нет таких данных. Кроме того, после окончания осада Анкары (1 июля) он просто не успел бы подготовить поход и отправиться в него до 6 июля. С. Каий пишет, что Сулейман-шах умер до отправления в поход в Конье и там и был похоронен в гробнице (Кюнбедхане) у мечети Алаэддина.
После смерти Сулейман-шаха на трон взошёл его малолетний сын, Кылыч-Арслан III. В марте 1205 года Кейхюсрев сверг племянника и второй раз стал султаном Анатолийского государства сельджуков. Кылыч-Арслан III подчинился дяде и тот дал ему в удел Токат, когда-то бывший уделом Сулейман-шаха. Однако ещё до того, как свергнутый султан отправился из столицы, Кейхюсрев передумал и велел заключить племянника в замке Гевеле недалеко от Коньи. По мнению турецких историков О. Турана и С. Кайи, отсутствие дальнейших упоминаний о нём свидетельствует, что он «был ликвидирован».

## Личность
За время своего короткого правления (менее чем 8 лет) Сулейман-шах объединил раздробленные сельджукские земли. К 1204 году территория султаната была даже больше, чем при Кылыч-Арслане II. Сулейман-шах расширил её до Грузии на востоке и до побережья Чёрного моря на севере. Согласно О. Турану: «Великой заслугой Сулейман-шаха было установление единства сельджукского государства и то, что он окончательно отказался от практики раздела государства между князьями по феодальным тюркским законам». Н. Шенгелия писал: «Персидский летописец Махмуд Керимуддин Аксарайи писал, что „с воцарением Рукн ад-Дина началась великая эра“. По словам Басили Эзосмодзгвари, Рукн ад-Дин был „высочайший и величайший среди всех султанов, правивших в великой Греции, Азии и Каппадокии“. Ибн-Биби также особо подчёркивает, что никто из потомков султана Кылыдж-Арслана I не достигал такого могущества, какого достиг Рукн ад-Дин Сулейман-шах».
По утверждению Османа Турана, мусульманские и христианские источники сходились в том, что султан был умён, искусен в политике и военном деле, планировал свои действия и был осторожен. Благодаря своим качествам он одерживал победы во всех кампаниях, единственным исключением стала грузинская. Согласно Равенди, он готовил свои победы, как Искандер.
Сулейман следил за доходами и расходами казны. Он первым из султанов Рума чеканил деньги за пределами Коньи — в Аксарае, Кайсери и Сивасе. Он отремонтировал стены Коньи и Никсара, построил замок Нигде, мост Текгёз на реке Кызылырмак, Аргыт Хан (Караван-сарай Алтынапа), медресе и мечеть.
Ибн-Биби описывал султана как красивого, «высотой с кипарис». Согласно С. Кайи, Сулейман-шах обладал сильным характером и острым умом, был справедливым и доброжелательным к слабым. Убийство брата Месуда было вызвано убеждением, что тот представляет опасность для единства султаната.
Сулейман-шах оказывал покровительство учёным и поэтам и собирал их для бесед, пиров и наслаждения музыкой. Описывая его щедрость, Ибн-Биби писал: «Жертвуя на благотворительность, он считал дождевое облако недостаточным, а реку Нил скупой». Султан был известен как поэт и как знаток философии и каллиграфии. Захируддин Фарьяби восхвалял его в касыде, сохранившейся благодаря Ибн-Биби: «Мир в тени Сулейман-шаха называет его вторым Искандером; О его величии говорят при дворе кайзера и во дворце Фагфура [китайский император]». В ответ на это восхваление султан даровал поэту 200 динаров золота, десять лошадей, пять мулов, пять верблюдов, пять греческих рабынь, расшитые золотом ткани и пригласил его в свой дворец. Равенди сравнил султана с пророком Сулейманом. Учёный из Малатьи Мухаммед бен Гази посвятил ему трактат о правлении и образовании.
Сулейман-шах поддерживал философов, что вызывало критику со стороны улемов и обвинения в равнодушии к религии и шариату. Он постился по четвергам и понедельникам, но был свободомыслящим, как и другие сельджукские султаны. Ибн аль-Асир записал любопытную историю: по слухам, в ходе проходившего в присутствии султана спора между философом и факихом последний в гневе пнул философа ногой и покинул собрание. Философ спросил султана, почему он молчит и допускает такое поведение. Сулейман ответил: «Если я скажу то, что вы хотите, и буду говорить так, как вы, они убьют нас всех».